# 4-Oktin
4-Oktin, takođe poznat kao dipropiletin, je tip alkina sa trostrukom vezom na svom četvrtom ugljeniku ('4-' indicira lokaciju trostruke veze u lancu). Njegova formula je C8H14. Njegova gustina na 25°C je 0.751 g/mL. Tačka ključanja je 131–132°C. Prosečna molarna masa je 110.20 g/mol.
4-Oktin formira sa 5-decinom, 3-heksinom, i 2-butinom grupu simetričnih alkina.

## Spoljašnje eze
- Sigma-Aldrich Co. Retrieved on 16 August 2016.

1. ↑   уреди
2. ↑  Evan E. Bolton; Yanli Wang; Paul A. Thiessen; Stephen H. Bryant (2008). „Chapter 12 PubChem: Integrated Platform of Small Molecules and Biological Activities”. Annual Reports in Computational Chemistry. 4: 217—241. doi:10.1016/S1574-1400(08)00012-1.